# بخش مونرو (شهرستان آدامز، اوهایو)
بخش مونرو (به انگلیسی: Monroe Township) یک منطقهٔ مسکونی در ایالات متحده آمریکا است که در شهرستان آدامز، اوهایو واقع شده‌است.
 بخش مونرو ۷۲٫۷ کیلومتر مربع مساحت و ۶۸۶ نفر جمعیت دارد و ۲۸۷ متر بالاتر از سطح دریا واقع شده‌است.